# Arabella Field
Arabella Field est une actrice et productrice américaine née le 5 février 1965 à New York, New York (États-Unis).

## Filmographie

### comme actrice
- 1992 : La Loi de la gravité (Laws of Gravity) : Celia
- 1992 : Terror on Track 9 (TV) : Joyce
- 1993 : Naked in New York : Tammy Taylor
- 1993 : The Wake : Ann
- 1993 : Mr. Wonderful : Patti
- 1995 : New Jersey Drive : Female Jury Member
- 1996 : The Pompatus of Love : Lori
- 1996 : Feeling Minnesota : Manager's Wife
- 1997 : Anita Liberty : Amy
- 1997 : Le Pic de Dante (Dante's Peak) : Nancy, USGS Crew
- 1998 : Godzilla : Lucy Palotti
- 1999 : Freak Talks About Sex : Cari
- 2002 : A Baby Blues Christmas Special (TV) : Melinda Bitterman (voix)
- 2002 : Bug : Annelle Johnston
- 2002 : Pharaoh's Heart : Claire Hollowell
- 2002 : They Shoot Divas, Don't They? (TV) : Celia
- 2004 : Benjamin Gates et le Trésor des Templiers (National Treasure) : Abigail's Secretary
- 2014 : The Town That Dreaded Sundown : le Dr Lindsay

### comme productrice
- 2006 : Tell Me Do You Miss Me